# Episodi de Il ritorno di Missione impossibile (seconda stagione)
La seconda stagione di Il ritorno di Missione impossibile è stata trasmessa originariamente tra il 1989 e il 1990.
| nº | Titolo originale           | Titolo italiano                   | Prima TV USA      | Prima TV Italia |
| -- | -------------------------- | --------------------------------- | ----------------- | --------------- |
| 1  | The Golden Serpent, Part 1 | Il serpente d'oro (prima parte)   | 21 settembre 1989 |                 |
| 2  | The Golden Serpent, Part 2 | Il serpente d'oro (seconda parte) | 21 settembre 1989 |                 |
| 3  | The Princess               | Il coyote                         | 5 ottobre 1989    |                 |
| 4  | Command Performance        | Spettacolo al circo               | 12 ottobre 1989   |                 |
| 5  | Countdown                  | Conto alla rovescia               | 26 ottobre 1989   |                 |
| 6  | War Games                  | Giochi di guerra                  | 2 novembre 1989   |                 |
| 7  | Target Earth               | Allarme alla base spaziale        | 9 novembre 1989   |                 |
| 8  | The Fuehrer's Children     | I ragazzi del Fuhrer              | 16 novembre 1989  |                 |
| 9  | Banshee                    | La miniera della morte            | 30 novembre 1989  |                 |
| 10 | For Art's Sake             | Per amore dell'arte               | 14 dicembre 1989  |                 |
| 11 | Deadly Harvest             | Per amore dell'arte               | 6 gennaio 1990    |                 |
| 12 | Cargo Cult                 | Zombi                             | 13 gennaio 1990   |                 |
| 13 | The Assassin               | Programmato per uccidere          | 20 gennaio 1990   |                 |
| 14 | The Gunslinger             | Il mito del Far West              | 3 febbraio 1990   |                 |
| 15 | Church Bells in Bogota     | Le campane di Bogota              | 10 febbraio 1990  |                 |
| 16 | The Sands of Seth          | Il potere del male                | 24 febbraio 1990  |                 |